# Boschera
Il Boschera è un vitigno a bacca bianca italiano autoctono, originario della zona di Vittorio Veneto, in provincia di Treviso.
Questo vitigno produce un'uva a bacca bianca, particolarmente adatta all'appassimento, che era chiamata anche uva del prete.
Per la sua particolare qualità, a seguito di ricerche coordinate dall'Istituto Sperimentale per la Viticoltura di Conegliano Veneto, dal 1992 l'antico vitigno è iscritto nel Registro Nazionale delle Varietà di vite e fa parte dei DOC di Colli di Conegliano e Torchiato di Fregona.
Nella ampelografia generale della provincia di Treviso del 1870 la Boschera era segnalata coltivata da tempo antico nelle zone di Conegliano e Vittorio Veneto.
Viene coltivato in vigne alte a ridosso dei boschi, produce poca uva.
Gli acini hanno una scorza dura e puntinata, un sapore fruttato e una marcata acidità.
Assieme al Glera e al Verdiso viene passito su graticci e vinificato a Pasqua, producendo il Torchiato di Fregona Docg che vanta una storia secolare nel paese di Fregona, ai piedi della Foresta del Cansiglio.
La vinificazione ritardata di uve passite è quasi un obbligo data l'elevata acidicità di questa uva, che altrimenti darebbe un vino povero e facilmente deperibile.
Dal 2003 si cominciano ad avere le prime produzioni di Boschera in purezza, grazie all'evoluzione delle tecniche di vinificazione e a particolari tecniche di raccolta e lavorazione dell'uva.
Il Boschera è un vino bianco di colore giallo paglierino dorato, delicato, leggermente aspro, fruttato con sentori di mela acerba. Luigi Veronelli, famoso enologo italiano, lo ha descritto come "un brivido verde, minerale e vegetale".